# Horst Mäder
Horst Mäder (* 1939 in Wien) ist ein österreichischer Offizier (Brigadier i. R.), Jurist und Publizist.

## Leben
Mäder leistete nach der Matura Wehrdienst im österreichischen Bundesheer; er absolvierte die Theresianische Militärakademie (TherMilAk) in Wiener Neustadt. Von 1962 bis 1972 diente er als Offizier der Panzertruppe. 1972/73 war er Teil der UN-Truppe. Von 1973 bis 1975 wurde er als Lehroffizier an der TherMilAk verwendet; er übernahm als Jahrgangskommandeur den 36-köpfigen Jahrgang „Andreas Hofer“, der 1976 ausgemustert wurde.
Von 1975 bis 1979 studierte er nebenberuflich Rechtswissenschaften (Jus) und wurde zum Dr. iur. promoviert. 1981 wurde er Chefredakteur der Zeitschrift für Ausbildung, Führung und Einsatz im Österreichischen Bundesheer Truppendienst. Bis 2002 war er Leiter der Abteilung Truppendienst im Bundesministerium für Landesverteidigung in Wien.
Von 1999 bis 2003 war er 1. Vizepräsident der European Military Press Association. 2012 wurde er Mitglied der Offiziersgesellschaft Niederösterreich. Außerdem ist er Mitglied des Vereins Freunde der Landesverteidigungsakademie.
Seit 2013 ist er freiberuflich tätig. Er schreibt u. a. Gastkommentare bei der Tageszeitung Kurier.

## Positionen
Bei der Reform des Bundesheeres tritt er für das Programm der ZILK-Kommission ein.

## Auszeichnungen
- 1983: Staatspreis für publizistische Leistungen im Interesse der Geistigen Landesverteidigung
- 2002: Berufstitel Professor
- Goldenes Ehrenzeichen für Verdienste um die Republik Österreich
- Silbernes Ehrenzeichen für Verdienste um die Republik Österreich
- Wehrdienstzeichen 1., 2. und 3. Klasse
- Wehrdienstmedaille in Bronze